# Fanny Fee Werther

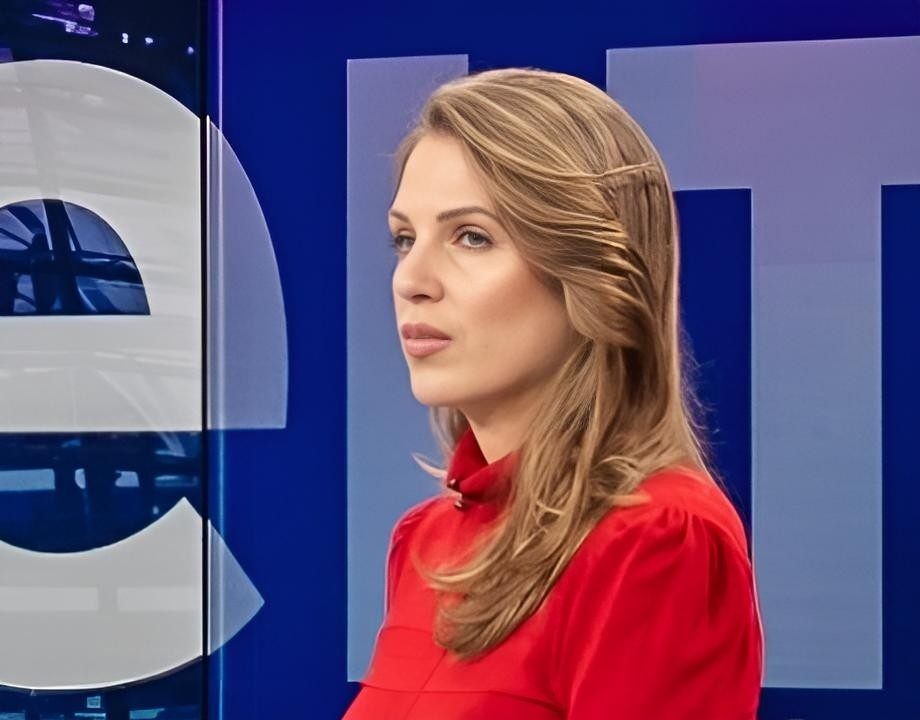
Fanny Fee Werther (2024)

Fanny Fee Werther (* 6. Februar 1994 in München) ist eine deutsche Journalistin und Nachrichtenmoderatorin.

## Werdegang
Werther wuchs in München auf und studierte dort ab 2012 Betriebswirtschaftslehre an der Ludwig-Maximilians-Universität. 2017 schloss sie ihr Studium mit dem akademischen Grad eines Bachelor ab. Ihre journalistische Laufbahn begann sie bereits 2012 während ihres Studiums mit Praktika bei Sat.1, Sky und Sport1. Von 2017 bis 2019 volontierte sie bei dem regionalen Fernsehsender München TV. Dort arbeitete sie als Reporterin für die Nachrichtenredaktion und berichtete u. a. von Sport-Ereignissen und bei „WiesnLive“ vom Münchner Oktoberfest. Daneben moderierte sie die Live-Nachrichten der Formate „münchen heute“ und „münchen2 am Abend“. Während ihres Volontariats ließ sie sich zur Videojournalistin ausbilden.
2019 wechselte Werther zum Nachrichtensender Welt und zog von München nach Berlin um. Für den Sender arbeitet sie seitdem als Moderatorin, Reporterin und Redakteurin. Sie moderierte zusammen mit Kolleginnen und Kollegen Nachrichtensendungen und Sondersendungen über politische Ereignisse wie die Bundestagswahl 2021, die Wahl von Olaf Scholz zum Bundeskanzler und diverse Landtagswahlen. Daneben verfasste sie Nachrichtenbeiträge und berichtete als Reporterin vor Ort zu besonderen Anlässen. Seit 2020 ist Werther auch als Veranstaltungs- und Eventmoderatorin tätig. Zuletzt moderierte sie auf Welt TV an der Seite von Carsten Hädler das Nachrichtenformat „Die Welt am Morgen“. Seit November 2023 führt sie gemeinsam mit Alexander Siemon zur Hauptsendezeit durch die Nachrichtensendung „Die Welt am Abend“.